# Anemonastrum narcissiflorum
La anémona de narciso (Anemonastrum narcissiflorum) es una herbácea de la familia de las ranunculáceas.

## Caracteres
Es una planta herbácea con rizoma corto. Cepa cubierta por restos fibrosos de color castaño. El tallo alcanza un tamaño de 15-40 cm de altura. Hojas patente-pilosas en los pecíolos; limbo palmatisecto, con 3-5 segmentos trífidos, de lóbulos estrechos. Brácteas foliáceas, sésiles, con lóbulos tan estrechos como los foliares. La inflorescencia en umbela con (2)3-5(6) flores blancas. Sépalos 5-6, de 10-22 × 8-14 mm, glabros. Los frutos son aquenios glabros, orbiculares, muy comprimidos, de borde casi alado; estilo curvado, persistente.

## Distribución y hábitat
Se encuentra en pastos de los pisos subalpino y alpino, en matorrales, praderas cubiertas de hierba con suelos húmedos, tundra, bosques abiertos, a lo largo de carreteras y pastos; a una altitud de 1 600-2 600 metros en Asia, Europa (véase los Pirineos) y Norteamérica.

## Taxonomía
La especie fue descrita originalmente como Anemone narcissiflora por Carlos Linneo y publicado en Species Plantarum 1: 542, en 1753, actualmente es tanto un sinónimo como el basónimo de esta; y ulteriormente sería transferida al género Anemonastrum por Josef Ludwig Holub y publicado en Folia Geobotanica et Phytotaxonomica 8(2): 165, en 1973.

#### Etimología
Ver: Anemonastrum
narcissiflorum: epíteto latino que significa "con las flores de Narcissus", aludiendo a las flores que se asemejan a los narcisos. 

#### Citología
Número de cromosomas de Anemonastrum narcissiflorum y taxones infraespecíficos: 2n=14.

## Nombres comunes
- Castellano: anemone narcisiflora, anémona de flores de narciso.[6]

## Galería

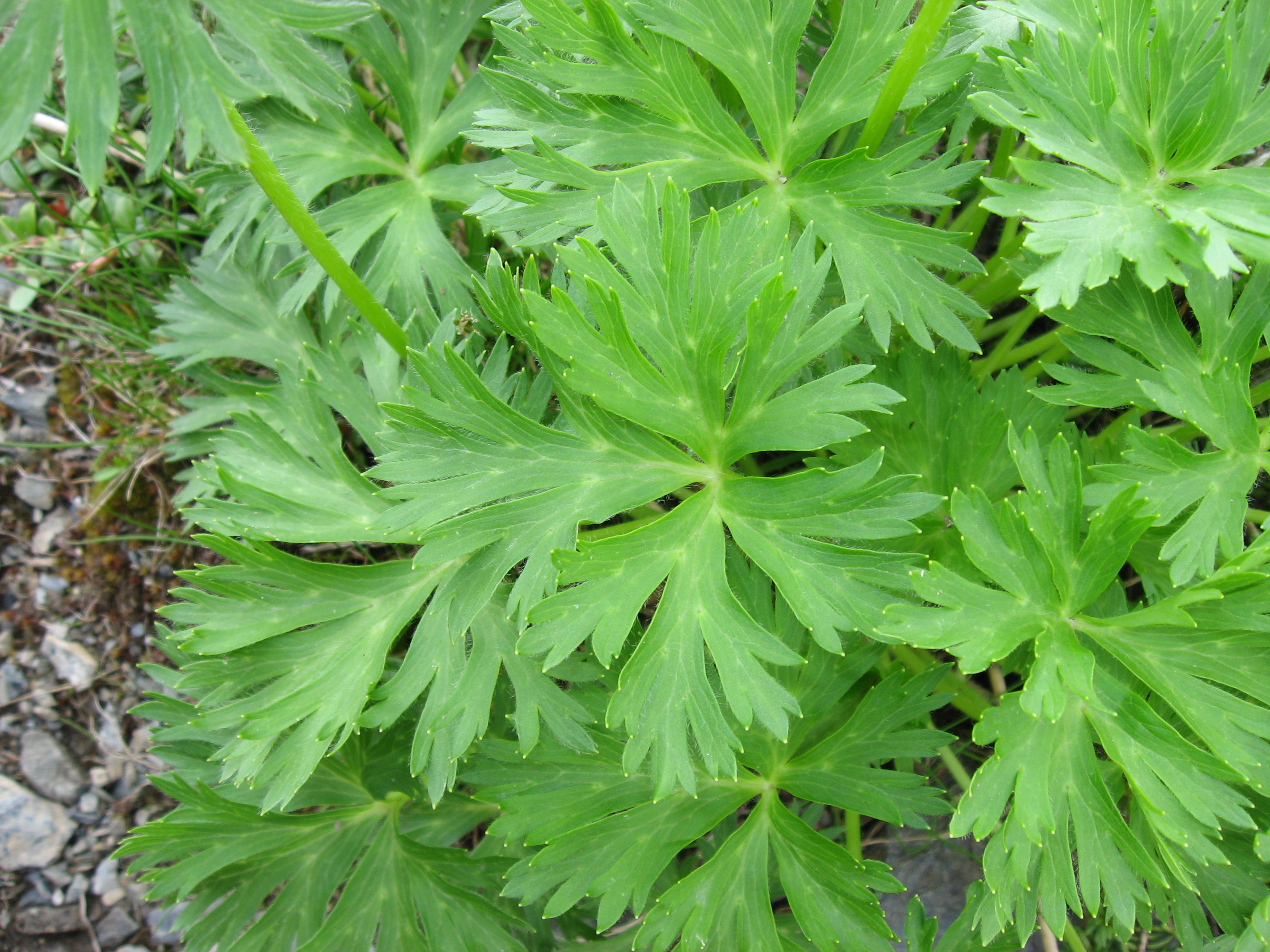
Detalle de las hojas
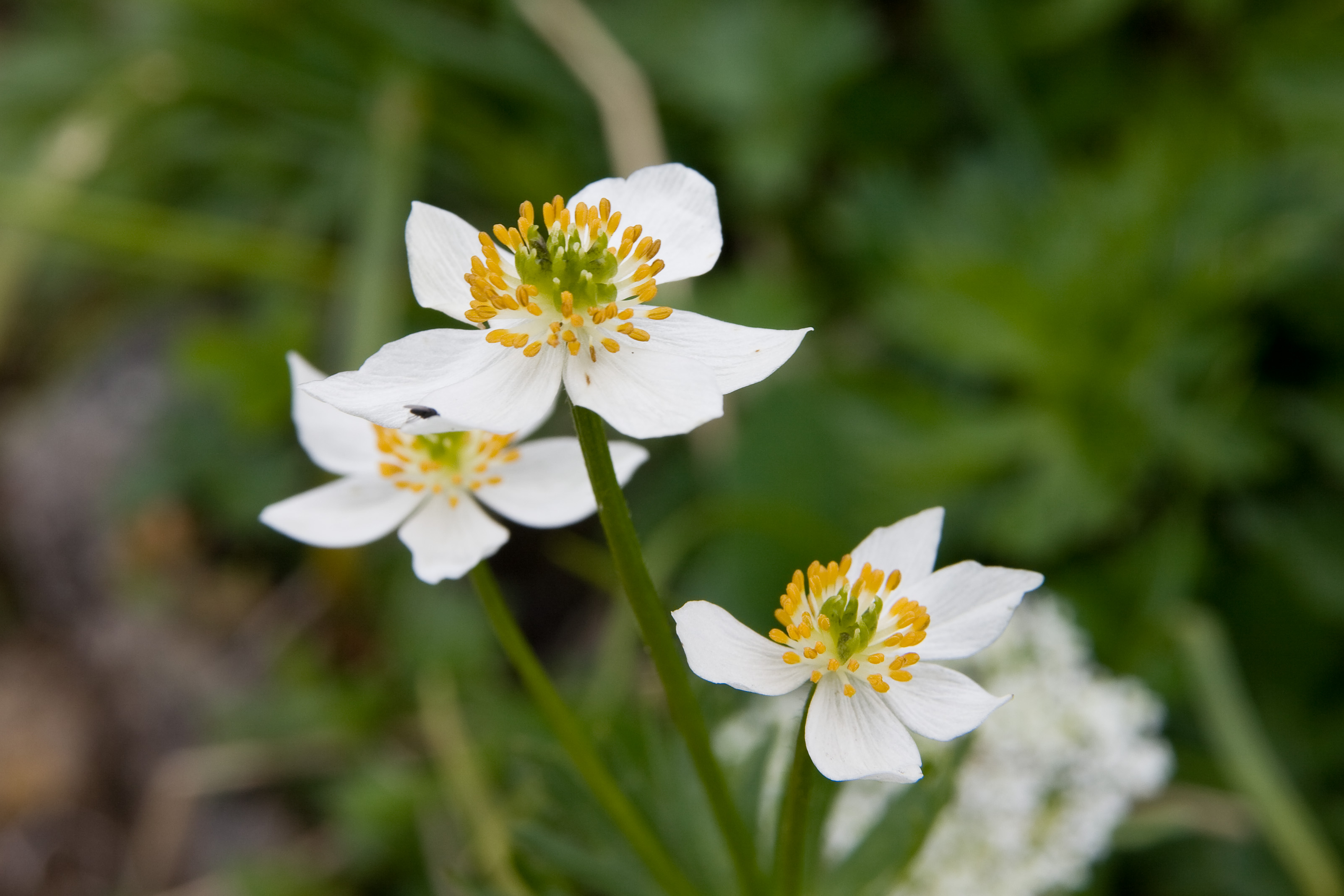
Detalle de las flores
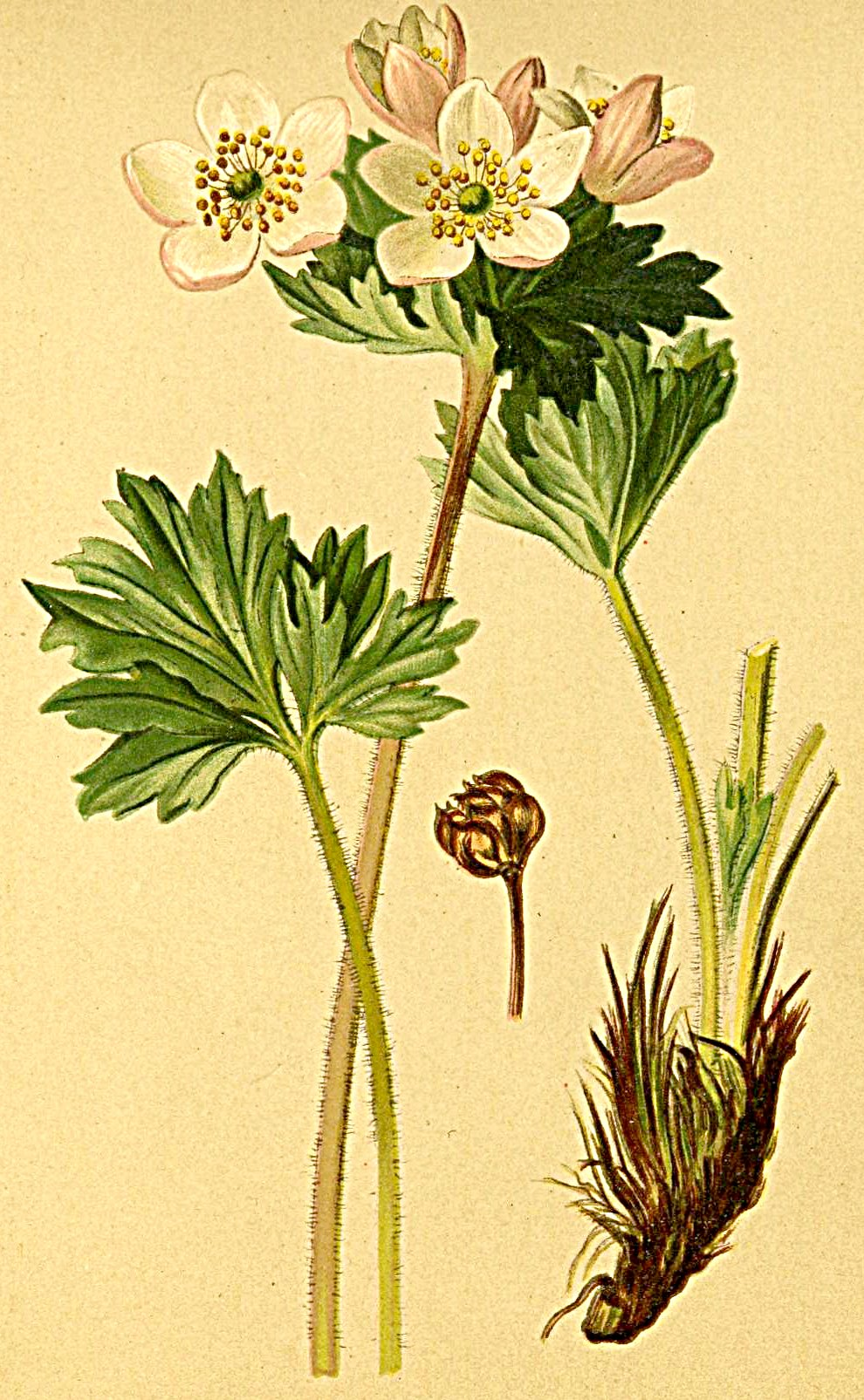
Litografía